# Raptoheptagenia cruentata
Raptoheptagenia cruentata är en dagsländeart som först beskrevs av Walsh 1863.  Raptoheptagenia cruentata ingår i släktet Raptoheptagenia och familjen forsdagsländor. Inga underarter finns listade i Catalogue of Life.